# Matthias Flubacher
Matthias Flubacher (* 11. Juli 1784 in Läufelfingen; † 6. Mai 1869 in Basel) war ein Schweizer Politiker.

## Leben
Flubacher war Gastwirt und Landwirt auf Bad Bubendorf. In Zusammenarbeit mit dem 1818 gegründeten Landwirtschaftlichen Verein setzte er sich für eine Modernisierung der bäuerlichen Produktionsweise ein. 
Ab Juni 1833 war er Grossrat in Basel und nach der vollständigen Trennung von Basel-Stadt und Basel-Landschaft sass er vom September 1833 bis 1838 im Landrat in Liestal. Als Landrat war er beteiligt an der Schaffung des ersten Schulgesetzes. Politisch vertrat er die Richtung der sogenannten Ordnungspartei.
Von 1840 bis 1844 war Flubacher konservativer Regierungsrat. In der Klosterfrage äusserte er sich gemässigt. Ab 1849 war er Mitglied des ersten Verwaltungsrates der Basellandschaftlichen Hypothekenbank. Er galt als ein Gegner von Christoph Rolle und als Mitgestalter des selbstständigen Baselbiets.